# Kněhyně-Čertův mlýn

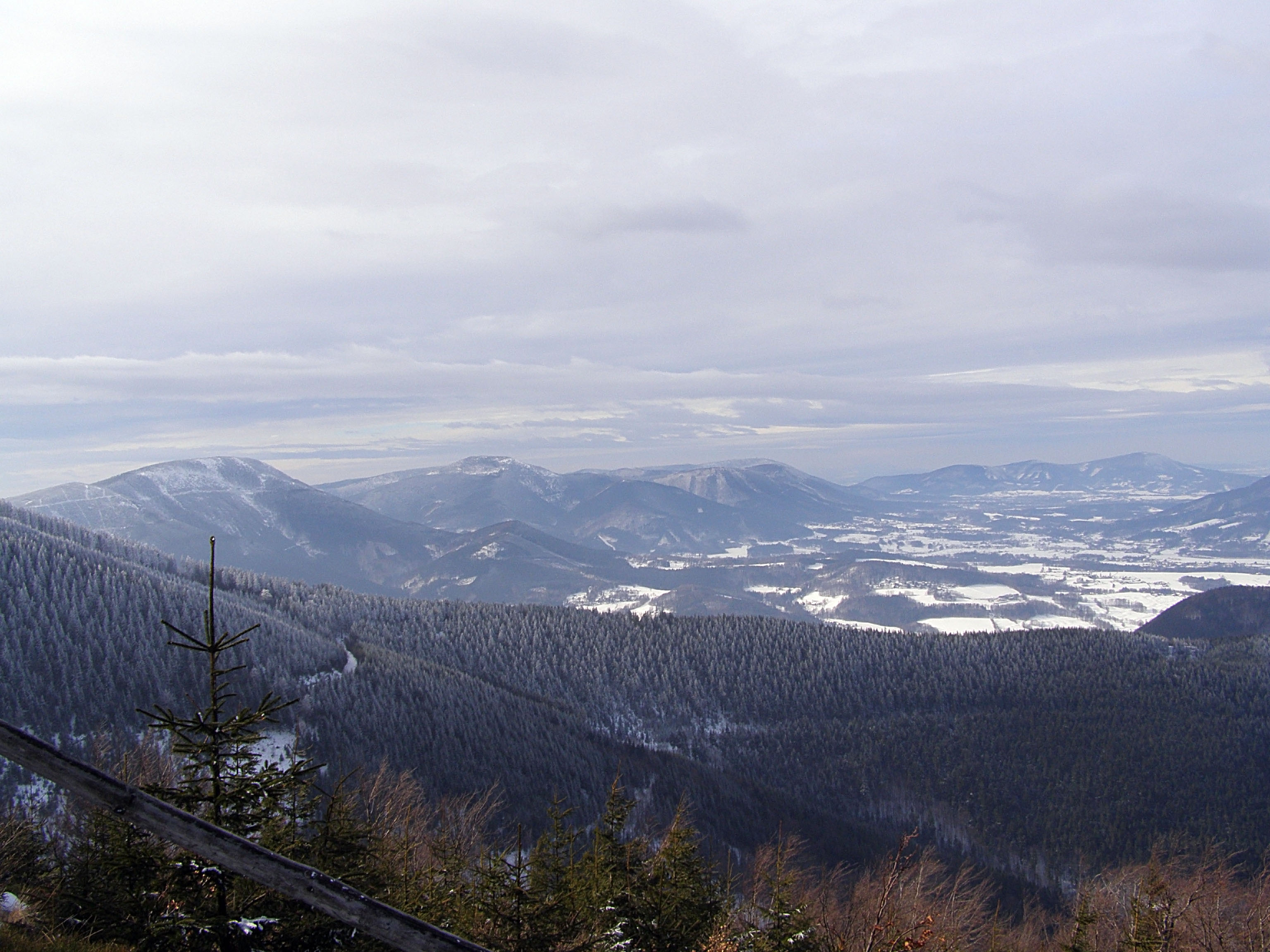
Blick auf das Radhošť-Massiv, von links: Smrk, Kněhyně, Radhošť

Kněhyně-Čertův mlýn ist ein nationales Naturreservat im Osten Tschechiens. Es umfasst die Gipfelbereiche zweier Berge in den Mährisch-Schlesischen Beskiden: der Kněhyně (1257 m n.m.) und des Čertův mlýn (1206 m n.m.). In dem 195 Hektar großen Reservat haben sich verschiedene Typen natürlicher Bergwälder erhalten. Das Gelände ist von Felsen und Pseudokarst-Erscheinungen geprägt.

## Geographie und Geologie
Das Schutzgebiet liegt in einer Höhe von 940 bis 1257 m n.m. im Bergland Radhošťská hornatina, einer Untereinheit der Mährisch-Schlesischen Beskiden. Es gehört zum Landschaftsschutzgebiet ChKO Beskydy als dessen größtes Reservat. 143 Hektar des Geländes sind der Gemeinde Čeladná, Okres Frýdek-Místek, und 52 Hektar der Gemeinde Prostřední Bečva, Okres Vsetín zugehörig. Das Gebiet ist nicht bebaut und unbesiedelt.
Der Untergrund besteht aus Flyschkomplexen, vorwiegend sind Godula-Schichten vertreten. Als typische Erscheinung treten hier Felsabbrüche, Pseudokarst-Höhlen und Schluchten auf. Die steilen Hänge sind von Felsbrocken übersät, die dadurch teilweise den Charakter von Felsenmeeren annehmen. Der vorherrschende Bodentyp sind flache Podsole. Am Čertův mlýn sind fünf Höhlen mit einer Länge von fünf bis 74 Metern bekannt. Am Gipfel der Kněhyně wurden bei Untersuchungen in den Jahren 1975–1988 ebenfalls eine Reihe von Höhlen gefunden. Die größte von ihnen, Mariánka, erreicht eine Länge von 47 Metern. Das Höhlensystem Kněhyňská jeskyně mit 280 Metern begehbarer Gänge befindet sich bereits außerhalb des Reservats am Südosthang des Berges.

## Flora und Fauna
Im Reservat lassen sich drei Waldtypen unterscheiden. In den niederen Lagen stehen Buchenwälder des Typs Dentario-enneaphylli-Fagetum (Quirl-Zahnwurz-Rotbuchenwald). In ihnen dominiert die Rotbuche, beigemischt finden sich Bergahorn, Weiß-Tanne und Fichte. In der Krautschicht wachsen die Quirlblättrige Zahnwurz, Ähriges Christophskraut, Wald-Sanikel, Zwiebel-Zahnwurz, Waldgerste und Heidelbeere. In höheren Lagen geht der Bestand in einen Hochmontanen Bergahorn-Buchenwald des Typs Aceri-Fagetum über. Hier gedeihen der Gebirgs-Frauenfarn, Platanenblättriger Hahnenfuß und Alpen-Milchlattich. In den Gipfelbereichen findet sich Bergfichtenwald des Typs Athyrio-alpestris-Piceion. Neben Fichten ist die Vogelbeere häufig, die Krautschicht ist von Farnen dominiert. Häufig findet sich hier zum Beispiel Rippenfarn und Wolliges Reitgras. Eine der Besonderheiten der hiesigen Flora ist das Vorkommen des Eisenhuts Aconitum firmum subsp. Moravicum, der in Tschechien außerhalb der Mährisch-Schlesischen Beskiden nicht anzutreffen ist.
Die Bergwälder dienen einigen selteneren Vogelarten als Lebensraum, zum Beispiel dem Haselhuhn und dem Dreizehenspecht. Das Auerhuhn war hier bis in die 1980er Jahre heimisch, ist aber mittlerweile aus dem Reservat verschwunden. An kleinen Säugetieren wurden hier eine Reihe von Mäusearten wie die Waldbirkenmaus registriert, an großen Säugern leben hier der Luchs, der Steinmarder und auch der Braunbär wurde bereits einige Male beobachtet. Die Höhlen sind wichtige Winterquartiere für Fledermäuse. Bei den regelmäßigen Zählungen wurden die Kleine Hufeisennase, das Große Mausohr, die Wasserfledermaus und das Braune Langohr hier angetroffen.

## Ökologische und touristische Bedeutung
Der Pass, der die beiden Gipfel verbindet, und die niedriger liegenden Hänge dienten in der Vergangenheit als Schafweiden. Die Wälder in den höheren Lagen wurden wegen ihrer Unzugänglichkeit nicht forstwirtschaftlich genutzt und haben sich ihre natürliche Zusammensetzung erhalten. Die Bestände sind etwa 160 bis 180 Jahre alt. Die älteste Baumschicht ist weitgehend abgestorben, eine erfolgreiche Naturverjüngung lässt sich  stellenweise beobachten. Der Südosthang des Čertův mlýn und der Westhang der Kněhyně wurde allerdings in den 1970er und 1980er Jahren stark durch Immissionen beschädigt, abgeholzt und neu aufgeforstet. Das Reservat ist auf markierten Wanderwegen zugänglich.